# Romentino
Romentino är en ort och kommun i provinsen Novara i regionen Piemonte i Italien. Kommunen hade 5 621 invånare (2018).